# Карлук (Аляска)
Карлук (англ. Karluk) — переписна місцевість (CDP) в США, в окрузі Кодіяк-Айленд штату Аляска. Населення — 27 осіб (2020).

## Географія
Карлук розташований за координатами 57°35′25″ пн. ш. 154°21′54″ зх. д. / 57.59028° пн. ш. 154.36500° зх. д. (57.590376, -154.364949).  За даними Бюро перепису населення США в 2010 році переписна місцевість мала площу 149,86 км², з яких 143,57 км² — суходіл та 6,29 км² — водойми.

## Демографія
Згідно з переписом 2010 року, у переписній місцевості мешкало 37 осіб у 12 домогосподарствах у складі 10 родин. Густота населення становила 0 осіб/км².  Було 21 помешкання (0/км²).
Расовий склад населення:
| - 94,6 % — корінних американців - 5,4 % — білих |

До двох чи більше рас належало 0,0 %. Частка іспаномовних становила 0,0 % від усіх жителів.
За віковим діапазоном населення розподілялося таким чином: 45,9 % — особи молодші 18 років, 51,4 % — особи у віці 18—64 років, 2,7 % — особи у віці 65 років та старші. Медіана віку мешканця становила 18,8 року. На 100 осіб жіночої статі у переписній місцевості припадало 131,2 чоловіків;  на 100 жінок у віці від 18 років та старших — 81,8 чоловіків також старших 18 років.
За межею бідності перебувало 31,8 % осіб, у тому числі 31,3 % дітей у віці до 18 років та 100,0 % осіб у віці 65 років та старших.
Цивільне працевлаштоване населення становило 12 осіб. Основні галузі зайнятості: публічна адміністрація — 66,7 %, освіта, охорона здоров'я та соціальна допомога — 33,3 %.